# I Ørnekløer
I Ørnekløer er en amerikansk stumfilm fra 1908 af J. Searle Dawley.

## Medvirkende
- D. W. Griffith
- Henry B. Walthall
- Miss Earle
- Jinnie Frazer